# Liste der Lieder von Arch Enemy

Logo der Band Arch Enemy

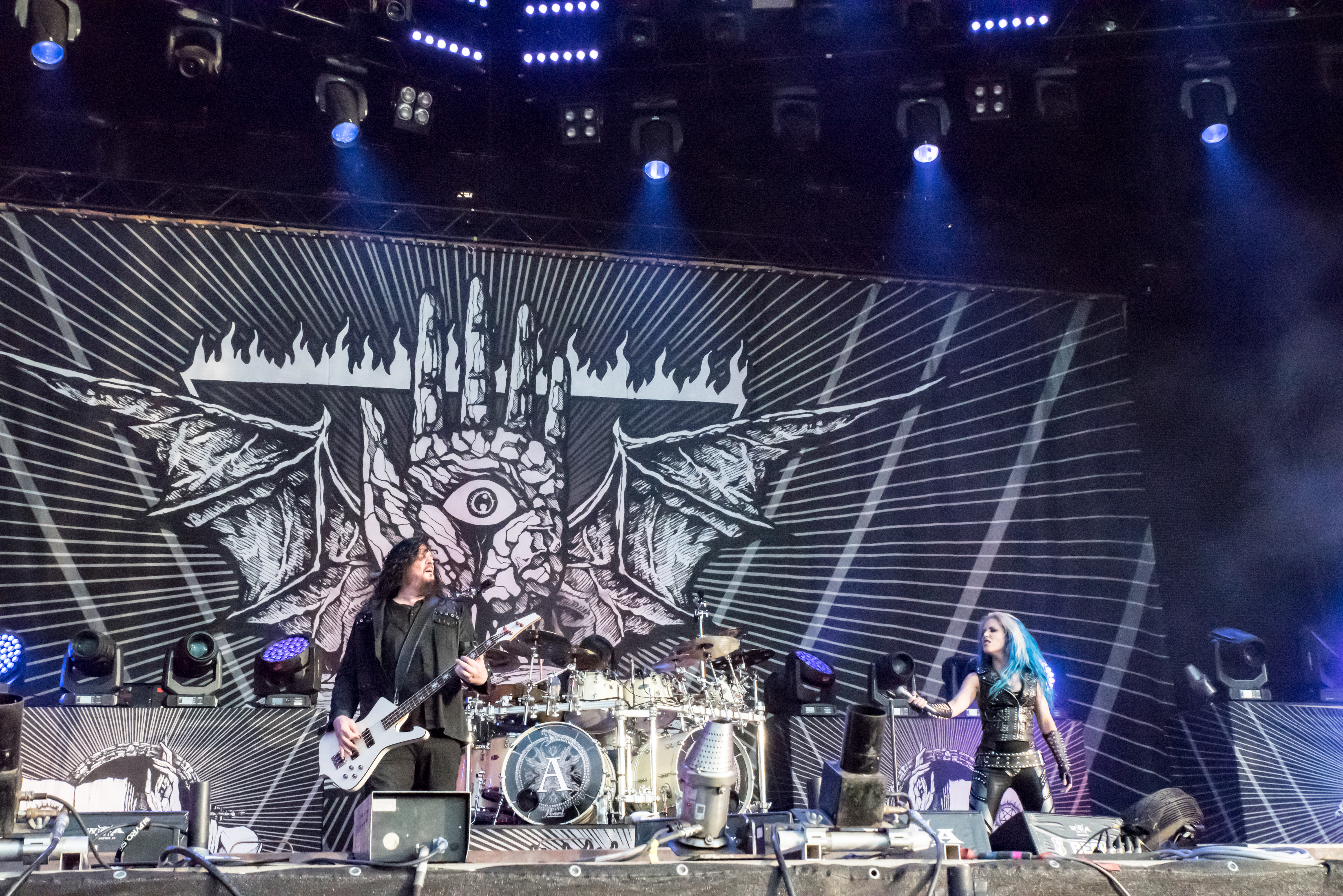
Arch Enemy auf dem Wacken Open Air 2018

Dies ist eine Liste der aufgenommenen und veröffentlichten Lieder der in Schweden gegründeten multinationalen Melodic-Death-Metal-Band Arch Enemy. Sie gibt Auskunft über die Urheber und auf welchem Tonträger die Komposition erstmals zu finden ist, zudem finden sich bei einigen der Titel Anmerkungen zum Inhalt und zur Entstehung sowie weitere für die einzelnen Songs wesentliche Angaben. Die Liste enthält zudem Coverversionen von Songs anderer Musiker, die von Arch Enemy neu aufgenommen und interpretiert wurden.

## Übersicht
Diese Liste umfasst alle Stücke, die die Band Arch Enemy seit ihrer Gründung 1996 veröffentlicht und interpretiert hat. Die überwiegende Mehrzahl aller Stücke sind auf den insgesamt zehn offiziellen Studioalben Black Earth (1996) bis Deceivers (2022) zu finden. Liveaufnahmen sind in der Liste nur dann enthalten, wenn Arch Enemy Songs aufnahm, die nicht zuvor als Studioversion veröffentlicht wurden. In einigen Fällen erschienen einzelne Titel eines Albums bereits vorab als Singles, in diesen Fällen werden sie den jeweiligen Alben zugeordnet. Hinzu kommen einzelne Coverversionen von Stücken anderer Künstler, die von Arch Enemy neu interpretiert und aufgenommen wurden, diese erschienen in der Regel als Bonustracks für Sonderauflagen ihrer Alben oder als Tribute auf entsprechenden Kompilationen.

## Erläuterungen zur Liste
In den Spalten der Tabelle sind neben dem Titel des Musikstücks, den Namen der Autoren und dem Titel des Albums (oder alternativer Tonträger), auf dem die Band Arch Enemy erstmals eine Version des Titels veröffentlichte, die Zeitdauer des Titels in Minuten und Sekunden auf dem genannten Album, das Jahr der Erstveröffentlichung und Anmerkungen zum Titel angegeben. Der Autor oder die Autoren des jeweiligen Titels haben sowohl die Musik (M) komponiert als auch den Liedtext (T) geschrieben, sofern nicht anders angegeben. Die meisten Lieder wurden dabei von Michael Amott geschrieben, häufig gemeinsam mit seinem Bruder Christopher Amott, der bis 2005 und von 2007 bis 2012 in der Band aktiv war. Andere Bandmitglieder, vor allem Johan Liiva bis 2000 und die Sängerinnen Angela Gossow (2001–2014) und Alissa White-Gluz (seit 2014), tauchen ebenfalls als Autoren für Text und Musik auf. Hinzu kommen zahlreiche Coverversionen von Titeln anderer Künstler und Bands. Bei diesen Bands sind nach Möglichkeit die konkreten Autoren benannt, in einigen Fällen allerdings die vollständigen Bands als Rechteinhaber.
Die Tabelle ist per Voreinstellung alphabetisch nach dem Titel des Musikstücks sortiert. Darüber hinaus kann sie nach den anderen Spalten durch Anklicken der kleinen Pfeile im Tabellenkopf auf- oder absteigend sortiert werden.

## Liste der Lieder
| Titel                                    | Autor / Autoren                                                                                          | Album / Tonträger                                                     | Dauer | Jahr       | Belege / Anmerkungen |
| ---------------------------------------- | --- | --------------------------------------------------------------------- | ----- | ---------- | --- |
| A Fight I Must Win                       | Daniel Erlandsson (M), Michael Amott (M, T), Alissa White-Gluz (T)                                       | Will to Power                                                         | 6:38  | 2017       | Instrumental |
| Aces High                                | Steve Harris (Iron Maiden)                                                                               | Made in Tribute: A Tribute to the Best Band in a Whole Goddamn World! | 4:24  | 1997       | Aces High ist eine Coverversion des gleichnamigen Liedes der britischen Heavy-Metal-Band Iron Maiden, das zum ersten Mal 1997 auf dem Tribute-Sampler Made in Tribute: A Tribute to the Best Band in a Whole Goddamn World! in Japan erschien. Arch Enemy veröffentlichte den Song später als Bonus-Track auf mehreren Neuauflagen des Debütalbums Black Earth ab 2002. Sie erschien zudem auf der Cover-Compilation Covered in Blood 2019. |
| Angelclaw                                | Christopher Amott (M), Michael Amott (M, T)                                                              | Burning Bridges                                                       | 4:03  | 1999       | [ 5 ] |
| Anthem                                   | Michael Amott (M)                                                                                        | Anthems of Rebellion                                                  | 0:56  | 2003       | [ 6 ] |
| Armed Revolution                         | Lars Christer Andrén                                                                                     | Råpunk                                                                | 0:54  | 2018       | Die Coverversion des Songs Armed Revolution, im Original von der schwedischen Band Shitlickers, erschien 2018 auf der EP Revolution Begins in Japan. Sie erschien zudem auf der Cover-Compilation Covered in Blood 2019. |
| As the Pages Burn                        | Michael Amott (M), Alissa White-Gluz (T)                                                                 | War Eternal                                                           | 4:01  | 2014       | [ 8 ] |
| Avalanche                                | Michael Amott (M), Daniel Erlandsson (M), Nick Cordle (M), Alissa White-Gluz (T)                         | War Eternal                                                           | 4:39  | 2014       | [ 8 ] |
| Back to Back                             | Alan Owen, Ken Hammer, Ronnie Atkins                                                                     | Will to Power (Japan)                                                 |       | 2017       | Die Coverversion von Back to Back, im Original von der Band Pretty Maids, erschien als Bonustrack auf der japanischen Ausgabe des Albums Will to Power. Sie erschien zudem auf der Cover-Compilation Covered in Blood 2019. |
| Beast of Man                             | Christopher Amott (M), Michael Amott (M, T)                                                              | Stigmata                                                              | 3:41  | 1998       | [ 10 ] |
| Behind the Smile                         | Christopher Amott (M), Michael Amott (M, T)                                                              | Wages of Sin                                                          | 3:28  | 2001       | [ 11 ] |
| Black Earth                              | Michael Amott (M, T), Johan Liiva (T)                                                                    | Stigmata                                                              | 6:40  | 1998       | [ 10 ] |
| Blood on the Water                       | Daniel Erlandsson (M), Michael Amott (M, T)                                                              | Will to Power                                                         | 3:55  | 2017       | Instrumental |
| Blood on Your Hands                      | Christopher Amott (M), Michael Amott (M), Angela Gossow (T)                                              | Rise of the Tyrant                                                    | 4:41  | 2007       | [ 12 ] |
| Bloodstained Cross                       | Christopher Amott (M), Daniel Erlandsson (M), Michael Amott (M), Sharlee D’Angelo (M), Angela Gossow (T) | Khaos Legions                                                         | 4:48  | 2011       | [ 13 ] |
| Breaking the Law                         | Glenn Tipton, K. K. Downing, Rob Halford                                                                 | War Eternal (Japan)                                                   | 7:44  | 1998       | Die Coverversion des Songs Breaking the Law, im Original von der Band Judas Priest, erschien 2014 auf einer Split-CD zusammen mit der Single Iron Destiny der Band Kreator sowie im gleichen Jahr auf der japanischen Ausgabe des Albums War Eternal. Sie erschien zudem auf der Cover-Compilation Covered in Blood 2019. |
| Bridge of Destiny                        | Christopher Amott (M), Michael Amott (M, T)                                                              | Stigmata                                                              | 7:44  | 1998       | [ 10 ] |
| Burning Angel                            | Christopher Amott (M), Michael Amott (M, T)                                                              | Wages of Sin                                                          | 4:17  | 2001       | [ 11 ] |
| Burning Bridges                          | Christopher Amott (M), Michael Amott (M, T)                                                              | Burning Bridges                                                       | 5:29  | 1999       | Als Gastmusiker spielt Per Wiberg das Mellotron und das Piano. |
| Bury Me an Angel                         | Michael Amott (M, T)                                                                                     | Black Earth                                                           | 3:40  | 1996       | [ 16 ] |
| Carry the Cross                          | Christopher Amott (M), Michael Amott (M), Daniel Erlandsson (M), Angela Gossow (T)                       | Doomsday Machine                                                      | 4:12  | 2005       | [ 17 ] |
| City Baby Attacked by Rats               | Charged G.B.H.                                                                                           | Will to Power (Japan)                                                 |       | 2017       | Die Coverversion von City Baby Attacked by Rats, im Original von Charged G.B.H., erschien als Bonustrack auf der japanischen Ausgabe des Albums Will to Power. Sie erschien zudem auf der Cover-Compilation Covered in Blood 2019. |
| City of the Dead                         | Christopher Amott (M), Daniel Erlandsson (M), Michael Amott (M), Sharlee D’Angelo (M), Angela Gossow (T) | Khaos Legions                                                         | 4:30  | 2011       | [ 13 ] |
| Cosmic Retribution                       | Michael Amott (M, T)                                                                                     | Black Earth                                                           | 3:59  | 1996       | [ 16 ] |
| Cruelty Without Beauty                   | Christopher Amott (M), Daniel Erlandsson (M), Michael Amott (M), Sharlee D’Angelo (M), Angela Gossow (T) | Khaos Legions                                                         | 4:59  | 2011       | [ 13 ] |
| Cult of Chaos                            | Christopher Amott (M), Daniel Erlandsson (M), Michael Amott (M), Sharlee D’Angelo (M), Angela Gossow (T) | Khaos Legions                                                         | 5:10  | 2011       | [ 13 ] |
| Damnation's Way                          | Michael Amott, Johan Liiva                                                                               | Wages Of Sin                                                          |       | 2002       | |
| Dark Insanity                            | Johan Liiva (M, T), Michael Amott (M)                                                                    | Black Earth                                                           | 3:16  | 1996       | [ 16 ] |
| Dark of the Sun                          | Christopher Amott (M), Michael Amott (M, T)                                                              | Stigmata                                                              | 7:01  | 1998       | [ 10 ] |
| Dead Bury Their Dead                     | Michael Amott (M, T)                                                                                     | Wages of Sin                                                          | 3:55  | 2001       | [ 11 ] |
| Dead Eyes See No Future                  | Christopher Amott (M), Michael Amott (M, T), Angela Gossow (T)                                           | Anthems of Rebellion                                                  | 4:15  | 2003       | [ 6 ] |
| Dead Inside                              | Christopher Amott (M), Michael Amott (M, T)                                                              | Burning Bridges                                                       | 4:10  | 1999       | [ 5 ] |
| Deceiver, Deceiver                       | Michael Amott (T), Arch Enemy (M)                                                                        | Deceivers                                                             | 3:52  | 2022       | [ 18 ] |
| Dehumanization                           | Michael Amott (M, T), Angela Gossow (T)                                                                  | Anthems of Rebellion                                                  | 4:15  | 2003       | [ 6 ] |
| Demoniality                              | Michael Amott (M)                                                                                        | Black Earth                                                           | 1:20  | 1996       | [ 16 ] |
| Demonic Science                          | Christopher Amott (M), Michael Amott (M, T)                                                              | Burning Bridges                                                       | 5:21  | 1999       | [ 5 ] |
| Despicable Heroes                        | Daniel Erlandsson (M), Michael Amott (M), Angela Gossow (T)                                              | Anthems of Rebellion                                                  | 2:12  | 2003       | [ 6 ] |
| Diva Satanica                            | Christopher Amott (M), Michael Amott (M, T)                                                              | Stigmata (Japan)                                                      | 0:57  | 1998       | Das Lied Diva Satanica wurde nur auf der japanischen Ausgabe des Albums Stigmata veröffentlicht. |
| Down to Nothing                          | Michael Amott (M, T), Nick Cordle (M)                                                                    | War Eternal                                                           | 3:48  | 2014       | [ 8 ] |
| Dreams of Retribution                    | Christopher Amott (M), Daniel Erlandsson (M), Michael Amott (M, T)                                       | Will to Power                                                         | 6:40  | 2017       | Instrumental |
| End of the Line                          | Christopher Amott (M), Michael Amott (M, T)                                                              | Anthems of Rebellion                                                  | 3:35  | 2003       | [ 6 ] |
| Enemy Within                             | Christopher Amott (M), Michael Amott (M), Angela Gossow (T)                                              | Wages of Sin                                                          | 4:21  | 2001       | [ 11 ] |
| Enter the Machine                        | Christopher Amott (M), Michael Amott (M), Daniel Erlandsson (M)                                          | Doomsday Machine                                                      | 2:02  | 2005       | [ 17 ] |
| Eureka                                   | Christopher Amott (M), Michael Amott (M, T)                                                              | Black Earth                                                           | 4:43  | 1996       | [ 16 ] |
| Exile from Earth                         | Alissa White-Gluz (T), Arch Enemy (M)                                                                    | Deceivers                                                             | 4:45  | 2022       | [ 18 ] |
| Exist to Exit                            | Christopher Amott (M), Daniel Erlandsson (M), Michael Amott (M, T), Angela Gossow (T)                    | Anthems of Rebellion                                                  | 5:22  | 2003       | [ 6 ] |
| Fields of Desolation                     | Christopher Amott (M), Michael Amott (M), Johan Liiva (T)                                                | Black Earth                                                           | 5:31  | 1996       | [ 16 ] |
| Fields of Desolation ’99                 | Christopher Amott (M), Michael Amott (M), Johan Liiva (T)                                                | Burning Bridges                                                       | 4:07  | 1999       | Der Song, eine neue Version des gleichnamigen Liedes vom Album Black Earth, wurde als Bonustrack für die japanische Ausgabe des Albums Burning Bridges aufgenommen. |
| First Day in Hell                        | Michael Amott (M), Alissa White-Gluz (T)                                                                 | Will to Power                                                         | 4:48  | 2017       | Instrumental |
| Graveyard of Dreams                      | Christopher Amott (M), Michael Amott (M)                                                                 | War Eternal                                                           | 1:10  | 2014       | Instrumental |
| Handshake with Hell                      | Alissa White-Gluz (T), Arch Enemy (M)                                                                    | Deceivers                                                             | 5:39  | 2022       | [ 18 ] |
| Heart of Darkness                        | Christopher Amott (M), Michael Amott (M, T)                                                              | Wages of Sin                                                          | 4:52  | 2001       | [ 11 ] |
| House of Mirrors                         | Alissa White-Gluz (T), Christopher Amott (M), Michael Amott (M)                                          | Deceivers                                                             | 3:40  | 2022       | [ 18 ] |
| Hybrids of Steel                         | Christopher Amott (M), Michael Amott (M), Daniel Erlandsson (M)                                          | Doomsday Machine                                                      | 3:49  | 2005       | [ 17 ] |
| Hydra                                    | Christopher Amott (M), Fredrik Nordström (M)                                                             | Stigmata (Japan)                                                      | 0:57  | 1998       | Das kurze Instrumentalstück Hydra wurde nur auf der japanischen Ausgabe des Albums Stigmata veröffentlicht. |
| I Am Legend / Out for Blood              | Christopher Amott (M), Michael Amott (M), Daniel Erlandsson (M), Angela Gossow (T)                       | Doomsday Machine                                                      | 4:59  | 2005       | [ 17 ] |
| I Will Live Again                        | Christopher Amott (M), Michael Amott (M), Daniel Erlandsson (M), Angela Gossow (T)                       | Rise of the Tyrant                                                    | 3:32  | 2007       | [ 12 ] |
| Idolatress                               | Johan Liiva (M, T), Michael Amott (M)                                                                    | Black Earth                                                           | 4:55  | 1996       | [ 16 ] |
| In the Eye of the Storm                  | Michael Amott (T), Arch Enemy (M)                                                                        | Deceivers                                                             | 4:09  | 2022       | [ 18 ] |
| In This Shallow Grave                    | Christopher Amott (M), Michael Amott (M, T), Daniel Erlandsson (M)                                       | Rise of the Tyrant                                                    | 4:54  | 2007       | [ 12 ] |
| Incarnated Solvent Abuse                 | Bill Steer, Michael Amott (M, T)                                                                         | Dead Eyes See No Future (EP)                                          | 4:02  | 2004       | Die Coverversion des Songs Incarnated Solvent Abuse, im Original von der Band Carcass, erschien 2004 auf der EP Dead Eyes See No Future. Sie erschien zudem auf der Cover-Compilation Covered in Blood 2019. |
| Instinct                                 | Christopher Amott (M), Michael Amott (M, T)                                                              | Anthems of Rebellion                                                  | 3:36  | 2003       | [ 6 ] |
| Intermezzo Liberté                       | Michael Amott (M)                                                                                        | Rise of the Tyrant                                                    | 2:51  | 2007       | [ 12 ] |
| Khaos Overture                           | Christopher Amott (M), Daniel Erlandsson (M), Michael Amott (M), Sharlee D’Angelo (M)                    | Khaos Legions                                                         | 1:30  | 2011       | Instrumental mit Intro |
| Kill with Power                          | Joey DeMaio (M, T)                                                                                       | Dead Eyes See No Future (EP)                                          | 4:02  | 2004       | Die Coverversion des Songs Kill with Power, im Original von Manowar, erschien 2004 auf der EP Dead Eyes See No Future. Sie erschien zudem auf der Cover-Compilation Covered in Blood 2019. |
| Lament of a Mortal Soul                  | Christopher Amott (M), Michael Amott (M), Angela Gossow (T)                                              | Wages of Sin                                                          | 4:05  | 2001       | [ 11 ] |
| Leader of the Rats                       | Christopher Amott (M), Michael Amott (M, T), Sharlee D’Angelo (M), Angela Gossow (T)                     | Anthems of Rebellion                                                  | 4:20  | 2003       | [ 6 ] |
| Let the Killing Begin                    | Christopher Amott (M), Michael Amott (M, T), Johan Liiva (T)                                             | Stigmata                                                              | 5:18  | 1998       | [ 10 ] |
| Losing Faith                             | Christopher Amott (M), Daniel Erlandsson (M), Michael Amott (M), Johan Liiva (T)                         | Black Earth (Bonus)                                                   | 3:15  | 1996, 2002 | Losing Faith war auf dem Debüt-Album Black Earth nicht vorhanden und wurde für die japanische Veröffentlichung des Albums 1996 sowie ab 2002 als Bonuslied bei mehrere Neuauflagen ergänzt. |
| Machtkampf                               | Christopher Amott (M), Michael Amott (M, T), Daniel Erlandsson (M)                                       | Doomsday Machine                                                      | 4:16  | 2005       | [ 17 ] |
| Marching on a Dead End Road              | Christopher Amott (M)                                                                                    | Anthems of Rebellion                                                  | 1:16  | 2003       | [ 6 ] |
| Mechanic God Creation                    | Christopher Amott (M), Michael Amott (M, T), Daniel Erlandsson (M), Angela Gossow (T)                    | Doomsday Machine                                                      | 6:00  | 2005       | [ 17 ] |
| Mourning Star                            | Arch Enemy (M)                                                                                           | Deceivers                                                             | 1:37  | 2022       | Instrumental |
| Murder Scene                             | Daniel Erlandsson (M), Alissa White-Gluz (T)                                                             | Will to Power                                                         | 3:50  | 2017       | [ 1 ] |
| My Apocalypse                            | Christopher Amott (M), Michael Amott (M), Daniel Erlandsson (M), Angela Gossow (T)                       | Doomsday Machine                                                      | 5:26  | 2005       | [ 17 ] |
| My Shadow and I                          | Michael Amott (M), Alissa White-Gluz (T)                                                                 | Will to Power                                                         | 4:06  | 2017       | [ 1 ] |
| Nemesis                                  | Christopher Amott (M), Michael Amott (M), Daniel Erlandsson (M), Angela Gossow (T)                       | Doomsday Machine                                                      | 4:12  | 2005       | [ 17 ] |
| Never Forgive, Never Forget              | Nick Cordle (M), Michael Amott (M, T)                                                                    | War Eternal                                                           | 3:44  | 2014       | Instrumental |
| Night Falls Fast                         | Michael Amott (M), Angela Gossow (T)                                                                     | Rise of the Tyrant                                                    | 3:18  | 2007       | [ 12 ] |
| Nitad                                    | Cliff Lundberg (Moderat Likvidation)                                                                     | Nitad                                                                 |       | 2007       | Die Coverversion Nitad, im Original von der schwedischen Hardcore-Band Moderat Likvidation, erschien 2014 auf einer limitierten Flex-Single, die der Zeitschrift Decibel Magazine beigelegt wurde. Sie erschien zudem auf der Cover-Compilation Covered in Blood 2019. |
| No Gods, No Masters                      | Christopher Amott (M), Daniel Erlandsson (M), Michael Amott (M), Sharlee D’Angelo (M), Angela Gossow (T) | Khaos Legions                                                         | 4:14  | 2011       | [ 13 ] |
| No More Regrets                          | Nick Cordle (M), Michael Amott (M), Alissa White-Gluz (T)                                                | War Eternal                                                           | 4:06  | 2014       | Instrumental |
| Not Long for This World                  | Michael Amott (M)                                                                                        | War Eternal                                                           | 3:28  | 2014       | Instrumental |
| On and on                                | Michael Amott (M), Nick Cordle (M), Alissa White-Gluz (T)                                                | War Eternal                                                           | 4:05  | 2014       | [ 8 ] |
| One Last Time                            | Michael Amott (T), Arch Enemy (M)                                                                        | Deceivers                                                             | 3:49  | 2022       | [ 18 ] |
| Pilgrim                                  | Christopher Amott (M), Michael Amott (M, T)                                                              | Burning Bridges                                                       | 4:31  | 1999       | [ 5 ] |
| Poisened Arrow                           | Michael Amott (T), Christopher Amott (M), Michael Amott (M), Daniel Erlandsson (M)                       | Deceivers                                                             | 3:51  | 2022       | [ 18 ] |
| Ravenous                                 | Christopher Amott (M), Michael Amott (M, T)                                                              | Wages of Sin                                                          | 4:06  | 2001       | [ 11 ] |
| Reason to Believe                        | Christopher Amott (M), Michael Amott (M, T)                                                              | Will to Power                                                         | 4:48  | 2017       | [ 1 ] |
| Revolution Begins                        | Christopher Amott (M), Michael Amott (M, T)                                                              | Rise of the Tyrant                                                    | 4:12  | 2007       | [ 12 ] |
| Rise of the Tyrant                       | Christopher Amott (M), Michael Amott (M, T)                                                              | Rise of the Tyrant                                                    | 4:34  | 2007       | [ 12 ] |
| Saints and Sinners                       | Michael Amott (M, T), Angela Gossow (T)                                                                  | Anthems of Rebellion                                                  | 4:41  | 2003       | [ 6 ] |
| Saturnine                                | Daniel Erlandsson (M)                                                                                    | Will to Power                                                         | 1:09  | 2017       | Instrumental |
| Savage Messiah                           | Christopher Amott (M), Sharlee D’Angelo (M), Michael Amott (M, T), Angela Gossow (T)                     | Wages of Sin                                                          | 4:06  | 2001       | [ 11 ] |
| Scream of Anger                          | Joey Tempest, Marcel Jacob                                                                               | Burning Bridges                                                       | 5:18  | 1999       | Die Coverversion des Liedes Scream of Anger, im Original von Europe, wurde als Bonustrack für die japanische Ausgabe des Albums Burning Bridges aufgenommen. Sie erschien zudem auf der Cover-Compilation Covered in Blood 2019. |
| Secrets                                  | Christopher Amott (M), Daniel Erlandsson (M), Michael Amott (M), Sharlee D’Angelo (M), Angela Gossow (T) | Khaos Legions                                                         | 4:05  | 2011       | [ 13 ] |
| Seed of Hate                             | Michael Amott (M, T)                                                                                     | Burning Bridges                                                       | 4:07  | 1999       | [ 5 ] |
| Set Flame to the Night                   | Daniel Erlandsson (M), Michael Amott (M)                                                                 | Will to Power                                                         | 1:19  | 2017       | Instrumental |
| Shadow on the Wall                       | Mike Oldfield                                                                                            | War Eternal                                                           | 4:28  | 2001       | Die Coverversion von Shadow on the Wall, im Original von Mike Oldfield mit Roger Chapman, erschien zuerst auf der Limited Edition des Albums War Eternal. Sie erschien zudem auf der Cover-Compilation Covered in Blood 2019. |
| Shadows and Dust                         | Christopher Amott (M), Michael Amott (M, T), Daniel Erlandsson (T)                                       | Wages of Sin                                                          | 4:28  | 2001       | [ 11 ] |
| Shout                                    | Ian Stanley, Roland Orzabal                                                                              | Reason to Believe (Single)                                            | 4:28  | 2001       | Die Coverversion des Liedes Shout, im Original von der Band Tears for Fears, erschien 2018 als B-Seite der Single Reason To Believe. Sie erschien zudem auf der Cover-Compilation Covered in Blood 2019. |
| Silent Wars                              | Christopher Amott (M), Michael Amott (M), Angela Gossow (T)                                              | Anthems of Rebellion                                                  | 4:14  | 2003       | [ 6 ] |
| Silverwing                               | Christopher Amott (M), Michael Amott (M, T)                                                              | Burning Bridges                                                       | 4:07  | 1999       | [ 5 ] |
| Sinister Mephisto                        | Michael Amott (M, T)                                                                                     | Stigmata                                                              | 5:45  | 1998       | [ 10 ] |
| Skeleton Dance                           | Christopher Amott (M), Michael Amott (M), Daniel Erlandsson (M), Angela Gossow (T)                       | Doomsday Machine                                                      | 4:34  | 2005       | [ 17 ] |
| Slaves of Yesterday                      | Christopher Amott (M), Michael Amott (M), Daniel Erlandsson (M), Angela Gossow (T)                       | Doomsday Machine                                                      | 5:01  | 2005       | [ 17 ] |
| Snow Bound                               | Christopher Amott (M), Michael Amott (M)                                                                 | Wages of Sin                                                          | 1:34  | 2001       | [ 11 ] |
| Spräckta Snutskallar                     | Lars Christer Andrén                                                                                     | Råpunk                                                                | 0:51  | 2018       | Die Coverversion des Songs Spräckta Snutskallar, im Original von der schwedischen Band Shitlickers, erschien 2018 auf der EP Revolution Begins in Japan. Sie erschien zudem auf der Cover-Compilation Covered in Blood 2019. |
| Spreding Black Wings                     | Michael Amott (T), Arch Enemy (M)                                                                        | Deceivers                                                             | 4:46  | 2022       | [ 18 ] |
| Starbreaker                              | Glenn Tipton, K. K. Downing, Rob Halford                                                                 | Wages of Sin, Rare & Unreleased                                       | 3:25  | 2002       | Die Coverversion von Starbreaker, im Original von Judas Priest, wurde zum ersten Mal auf der Bonus-CD Rare & Unreleased veröffentlicht, die für das Album Wages of Sin produziert wurde. Sie enthält neben Starbreaker vor allem die Aufnahmen, die bereits in den Vorjahren auf den Ausgaben der Alben der Band in Japan veröffentlicht wurden. Sie erschien zudem auf der Cover-Compilation Covered in Blood 2019.                        |
| Stigmata                                 | Michael Amott (M, T)                                                                                     | Stigmata                                                              | 2:12  | 1998       | [ 10 ] |
| Stolen Life                              | Michael Amott (M, T)                                                                                     | War Eternal                                                           | 2:59  | 2014       | [ 8 ] |
| Sunset over the Empire                   | Michael Amott (T), Arch Enemy (M)                                                                        | Deceivers                                                             | 4:03  | 2022       | [ 18 ] |
| Symphony of Destruction                  | Dave Mustaine (M, T)                                                                                     | Dead Eyes See No Future (EP)                                          | 4:02  | 2004       | Die Coverversion des Songs Symphony Of Destruction, im Original von Megadeth, erschien 2004 auf der EP Dead Eyes See No Future. Sie erschien zudem auf der Cover-Compilation Covered in Blood 2019. |
| Taking Back My Soul                      | Christopher Amott (M), Michael Amott (M, T), Daniel Erlandsson (M), Angela Gossow (T)                    | Doomsday Machine                                                      | 4:36  | 2005       | [ 17 ] |
| Tear Down the Walls                      | Michael Amott (M)                                                                                        | Anthems of Rebellion                                                  | 0:32  | 2003       | [ 6 ] |
| Tears of the Dead                        | Michael Amott (M, T)                                                                                     | Stigmata                                                              | 5:56  | 1998       | [ 10 ] |
| Tempore Nihil Sanat (Prelude in F Minor) | Michael Amott (M)                                                                                        | War Eternal                                                           | 1:12  | 2014       | Instrumental |
| The Book of Heavy Metal                  | Dream Evil                                                                                               | Century Media – Covering 20 Years of Extremes                         | 5:56  | 2008       | Die Coverversion des Songs The Book of Heavy Metal, im Original von der Band Dream Evil, erschien auf dem Sampler Century Media – Covering 20 Years of Extremes zum 20-jährigen Bestehen des Plattenlabels Century Media. Sie erschien zudem auf der Cover-Compilation Covered in Blood 2019. |
| The Day You Died                         | Christopher Amott (M), Michael Amott (M), Daniel Erlandsson (M), Angela Gossow (T)                       | Rise of the Tyrant                                                    | 4:53  | 2007       | [ 12 ] |
| The Eagle Flies Alone                    | Michael Amott (M, T)                                                                                     | Will to Power                                                         | 5:16  | 2017       | [ 1 ] |
| The First Deadly Sin                     | Christopher Amott (M), Michael Amott (M, T), Angela Gossow (T)                                           | Wages of Sin                                                          | 4:20  | 2001       | [ 11 ] |
| The Great Darkness                       | Michael Amott (M), Angela Gossow (T)                                                                     | Rise of the Tyrant                                                    | 4:47  | 2007       | [ 12 ] |
| The Ides of March                        | Steve Harris (Iron Maiden)                                                                               | Black Earth (Bonus)                                                   | 3:15  | 1996, 2002 | Die Coverversion des Instrumentalstückes The Idles of March von Iron Maiden war auf dem Debüt-Album Black Earth nicht vorhanden und wurde für die japanische Veröffentlichung des Albums 1996 sowie ab 2002 als Bonuslied bei mehrere Neuauflagen ergänzt. Sie erschien zudem auf der Cover-Compilation Covered in Blood 2019. |
| The Immortal                             | Christopher Amott (M), Michael Amott (M, T), Johan Liiva (T)                                             | Burning Bridges                                                       | 3:42  | 1999       | [ 5 ] |
| The Last Enemy                           | Christopher Amott (M), Michael Amott (M), Angela Gossow (T)                                              | Rise of the Tyrant                                                    | 4:16  | 2007       | [ 12 ] |
| The Leader (of the Fuckin' Assholes)     | Lars Christer Andrén                                                                                     | Råpunk                                                                | 1:02  | 2018       | Die Coverversion des Songs The Leader (of the Fuckin' Assholes), im Original von der schwedischen Band Shitlickers, erschien 2018 auf der EP Revolution Begins in Japan. Sie erschien zudem auf der Cover-Compilation Covered in Blood 2019. |
| The Oath                                 | Bob Ezrin, Paul Stanley, Tony Powers                                                                     | Rise of the Tyrant (Japan)                                            | 4:16  | 2007       | Die Coverversion des Songs The Oath, im Original von der Band Kiss, erschien als Bonustrack auf der japanischen Ausgabe des Albums Rise of the Tyrant im Jahr 2007. Sie erschien zudem auf der Cover-Compilation Covered in Blood 2019. |
| The Race                                 | Christopher Amott (M), Michael Amott (M), Alissa White-Gluz (T)                                          | Will to Power                                                         | 3:15  | 2017       | [ 1 ] |
| The Root Of All Evil                     | | The Root Of All Evil                                                  | 1:06  | 2009       | |
| The Watcher                              | Alissa White-Gluz (T), Arch Enemy (M)                                                                    | Deceivers                                                             | 4:58  | 2022       | [ 18 ] |
| The World is Yours                       | Christopher Amott (M), Michael Amott (M, T)                                                              | Will to Power                                                         | 4:53  | 2017       | [ 1 ] |
| The Zoo                                  | Rudolf Schenker, Klaus Meine                                                                             | Khaos Legions (Japan)                                                 | 4:53  | 2011       | Die Coverversion des Songs The Zoo, im Original von der deutschen Band Scorpions, erschien 2011 als Bonustrack auf der japanischen Ausgabe des Albums Khaos Legions. Sie erschien zudem auf der Cover-Compilation Covered in Blood 2019. |
| Thorns in My Flesh                       | Christopher Amott (M), Daniel Erlandsson (M), Michael Amott (M), Sharlee D’Angelo (M), Angela Gossow (T) | Khaos Legions                                                         | 4:54  | 2011       | [ 13 ] |
| Through the Eyes of a Raven              | Christopher Amott (M), Daniel Erlandsson (M), Michael Amott (M), Sharlee D’Angelo (M), Angela Gossow (T) | Khaos Legions                                                         | 5:09  | 2011       | [ 13 ] |
| Time Capsule                             | Christopher Amott (M)                                                                                    | Black Earth                                                           | 1:09  | 1996       | [ 16 ] |
| Time Is Back                             | Michael Amott (M), Daniel Erlandsson (M), Alissa White-Gluz (T)                                          | War Eternal                                                           | 5:24  | 2014       | [ 8 ] |
| Transmigration Macabre                   | Michael Amott (M, T)                                                                                     | Black Earth                                                           | 4:09  | 1996       | [ 16 ] |
| Turn to Dust                             | Christopher Amott (M), Daniel Erlandsson (M), Michael Amott (M), Sharlee D’Angelo (M)                    | Khaos Legions                                                         | 0:38  | 2011       | Instrumental |
| Under Black Flags We March               | Christopher Amott (M), Daniel Erlandsson (M), Michael Amott (M), Sharlee D’Angelo (M), Angela Gossow (T) | Khaos Legions                                                         | 4:40  | 2011       | [ 13 ] |
| Vengeance Is Mine                        | Christopher Amott (M), Daniel Erlandsson (M), Michael Amott (M), Sharlee D’Angelo (M), Angela Gossow (T) | Khaos Legions                                                         | 4:09  | 2011       | [ 13 ] |
| Vox Stellarum                            | Fredrik Nordström (M), Michael Amott (T)                                                                 | Stigmata                                                              | 2:09  | 1998       | [ 10 ] |
| Vultures                                 | Michael Amott (M), Angela Gossow (T)                                                                     | Rise of the Tyrant                                                    | 6:35  | 2007       | [ 12 ] |
| Walk in the Shadows                      | Chris DeGarmo, Geoff Tate, Michael Wilton                                                                | Revolution Begins                                                     | 3:06  | 2007       | Die Coverversion des Songs Walk in the Shadows, im Original von Queensrÿche, erschien 2007 auf der EP Revolution Begins. Sie erschien zudem auf der Cover-Compilation Covered in Blood 2019. |
| War Eternal                              | Michael Amott, Nick Cordle                                                                               | War Eternal                                                           | 4:16  | 2014       | |
| Warning                                  | Garry Maloney, Kelvin Morris, Peter Pyrtle, Roy Wainwright                                               | Kovered in Khaos                                                      | 3:06  | 2007       | Die Coverversion des Songs Warning, im Original von der Punkband Discharge, erschien 2011 auf der CD Kovered In Khaos, die der Limited Edition des Albums Khaos Legions beigelegt wurde. Sie erschien zudem auf der Cover-Compilation Covered in Blood 2019. |
| Warsystem                                | Lars Christer Andrén                                                                                     | Råpunk                                                                | 0:54  | 2018       | Die Coverversion des Songs Warsystem, im Original von der schwedischen Band Shitlickers, erschien 2018 auf der EP Revolution Begins in Japan. Sie erschien zudem auf der Cover-Compilation Covered in Blood 2019. |
| We Are a Godless Entity                  | Christopher Amott (M), Daniel Erlandsson (M), Michael Amott (M), Sharlee D’Angelo (M)                    | Khaos Legions                                                         | 1:34  | 2011       | Instrumental |
| We Will Rise                             | Christopher Amott (M), Michael Amott (M, T)                                                              | Anthems of Rebellion                                                  | 4:06  | 2003       | [ 6 ] |
| Web of Lies                              | Christopher Amott (M), Michael Amott (M, T)                                                              | Wages of Sin                                                          | 3:56  | 2001       | [ 11 ] |
| When the Innocents die                   | Anti Climax                                                                                              | Nitad                                                                 |       | 2007       | Die Coverversion When the Innocents die, im Original von der schwedischen Hardcore-Band Anti Climax, erschien 2014 auf einer limitierten Flex-Single, die der Zeitschrift Decibel Magazine beigelegt wurde. Sie erschien zudem auf der Cover-Compilation Covered in Blood 2019. |
| Wings of Tomorrow                        | Joey Tempest                                                                                             | The Root of all Evil                                                  | 3:17  | 2009       | Die Coverversion von Wings of Tomorrow, im Original von der Band Europe, erschien auf der japanischen Ausgabe des Kompilationsalbums The Root of all Evil im Jahr 2009. Sie erschien zudem auf der Cover-Compilation Covered in Blood 2019. |
| Yesterday Is Dead and Gone               | Christopher Amott (M), Daniel Erlandsson (M), Michael Amott (M), Sharlee D’Angelo (M), Angela Gossow (T) | Khaos Legions                                                         | 4:21  | 2011       | [ 13 ] |
| You Will Know My Name                    | Michael Amott (M, T), Nick Cordle (M)                                                                    | War Eternal                                                           | 4:37  | 2014       | [ 8 ] |

## Belege
1. 1 2 3 4 5 6 7 8 9 10 11 12  
Arch Enemy – Will to Power. Album auf discogs.com; abgerufen am 23. März 2021.
2. ↑  
Made In Tribute: A Tribute To The Best Band In A Whole Goddamn World! Album auf discogs.com; abgerufen am 23. März 2021.
3. 1 2 3  
Arch Enemy – Black Earth. Album-Neuauflage auf discogs.com; abgerufen am 23. März 2021.
4. 1 2 3 4 5 6 7 8 9 10 11 12 13 14 15 16 17 18 19 20 21 22 23 24  
Arch Enemy – Covered In Blood. Compilation auf discogs.com; abgerufen am 27. März 2022.
5. 1 2 3 4 5 6 7 8  
Arch Enemy – Burning Bridges. Album auf discogs.com; abgerufen am 23. März 2021.
6. 1 2 3 4 5 6 7 8 9 10 11 12 13  
Arch Enemy – Anthems Of Rebellion. Album auf discogs.com; abgerufen am 23. März 2021.
7. 1 2 3 4  
Arch Enemy – Råpunk. EP auf discogs.com; abgerufen am 23. März 2021.
8. 1 2 3 4 5 6 7 8 9 10 11 12  
Arch Enemy – War Eternal. Album auf discogs.com; abgerufen am 23. März 2021.
9. 1 2  
Arch Enemy – Will to Power. (Japan), Album auf discogs.com; abgerufen am 23. März 2021.
10. 1 2 3 4 5 6 7 8 9  
Arch Enemy – Stigmata. Album auf discogs.com; abgerufen am 23. März 2021.
11. 1 2 3 4 5 6 7 8 9 10 11 12  
Arch Enemy – Wages of Sin. Album auf discogs.com; abgerufen am 23. März 2021.
12. 1 2 3 4 5 6 7 8 9 10 11  
Arch Enemy – Rise of the Tyrant. Album auf discogs.com; abgerufen am 23. März 2021.
13. 1 2 3 4 5 6 7 8 9 10 11 12 13 14  
Arch Enemy – Khaos Legions. Album auf discogs.com; abgerufen am 23. März 2021.
14. ↑  
Kreator / Arch Enemy – Iron Destiny / Breaking The Law. Split-CD auf discogs.com; abgerufen am 23. März 2021.
15. ↑  
Arch Enemy – War Eternal. (Japan), Album auf discogs.com; abgerufen am 23. März 2021.
16. 1 2 3 4 5 6 7 8 9  
Arch Enemy – Black Earth. Album auf discogs.com; abgerufen am 23. März 2021.
17. 1 2 3 4 5 6 7 8 9 10 11  
Arch Enemy – Doomsday Machine. Album auf discogs.com; abgerufen am 23. März 2021.
18. 1 2 3 4 5 6 7 8 9 10 11  
Arch Enemy – Deceivers., Album auf discogs.com; abgerufen am 18. Juli 2023.
19. 1 2  
Arch Enemy – Stigmata. (Japan 1998), Album auf discogs.com; abgerufen am 23. März 2021.
20. 1 2  
Arch Enemy – Burning Bridges. (Japan 1998), Album auf discogs.com; abgerufen am 23. März 2021.
21. 1 2 3  
Arch Enemy – Dead Eyes See No Future. EP auf discogs.com; abgerufen am 23. März 2021.
22. 1 2  
Arch Enemy – Black Earth. (Japan 1996), Album auf discogs.com; abgerufen am 23. März 2021.
23. 1 2  
Arch Enemy – Nitad. Flexible auf discogs.com; abgerufen am 23. März 2021.
24. ↑  
Arch Enemy – War Eternal. (Limited Edition), Album auf discogs.com; abgerufen am 23. März 2021.
25. ↑  
Arch Enemy – Reason to Believe. Single auf discogs.com; abgerufen am 23. März 2021.
26. ↑  
Arch Enemy – Wages of Sin. Enhanced, Album auf discogs.com; abgerufen am 23. März 2021.
27. ↑  
Century Media – Covering 20 Years of Extremes. Compilation auf discogs.com; abgerufen am 23. März 2021.
28. ↑  
Arch Enemy – Rise of the Tyrant. (Japan), Album auf discogs.com; abgerufen am 23. März 2021.
29. ↑  
Arch Enemy – Khaos Legions. (Japan), Album auf discogs.com; abgerufen am 23. März 2021.
30. ↑  
Arch Enemy – Revolution Begins. EP auf discogs.com; abgerufen am 23. März 2021.
31. ↑  
Arch Enemy – Khaos Legions. (Limited Digipack), Album auf discogs.com; abgerufen am 23. März 2021.
32. ↑  
Arch Enemy – The Root of all Evil. Compilation auf discogs.com; abgerufen am 23. März 2021.